# Amphissa
Amphissa este un oraș în Grecia.